# Палиево
Палиево (укр. Палійове) — посёлок, входит в Студенянской сельской общине Винницкой области Украины.
Население по переписи 2001 года составляло 125 человек. Почтовый индекс — 24716. Телефонный код — 4349. Занимает площадь 0,583 км². Код КОАТУУ — 523283003.